# Гръцки език
Гръцкият език (самоназвание: ελληνικά, произнесено елиника̀, старогръцко произношение хеленика̀) е индоевропейски език, говорен от около 13 000 000 души в Гърция, Кипър и гръцката диаспора в целия свят. Възникнал в южната част на Балканския полуостров, гръцкият език има най-дългата документирана история сред индоевропейските езици, обхващаща 34 века писмени сведения. През по-голямата част от това време той използва гръцката азбука, която произлиза от финикийската писменост и от своя страна служи за основа на писмени системи, като латиницата, кирилицата и коптската азбука.
Гръцкият език заема особено място в историята на Европа, християнството и Западния свят. Корпусът на старогръцката литература включва произведения, като епичните поеми „Илиада“ и „Одисея“, които имат огромно значение и оказват силно влияние върху по-късната европейска литература. Гръцкият е и езикът на много основополагащи текстове на западната философия, като съчиненията на Платон и Аристотел. Ключовият за християнството Нов Завет първоначално е написан на гръцки, а гръцкият и днес продължава да се използва в богослужението на някои християнски църкви.
През Античността гръцкият е лингва франка на Средиземноморието и Близкия изток, а по-късно е официалният език на Византийската империя. В съвременната си форма той е официален език на Гърция и Кипър и един от официалните езици на Европейския съюз. Много съвременни езици, включително и българският, използват голям брой думи с гръцки произход, като гръцки думи, наред с латинските, често служат за основа при образуването на неологизми.

## Класификация
Гръцкият език е единственият съвременен представител на обособен клон на индоевропейското езиково семейство. Древните езици, които вероятно са най-тясно свързани с него, са древномакедонският (смятан от някои езиковеди за диалект на гръцкия) и фригийският, но сведенията за тях са оскъдни и не дават възможност за подробно сравнение. Тези и някои други близки древни езици понякога са обединявани в обособена палеобалканска група.
Някои учени смятат, че сред съвременните индоевропейски езици гръцкият е най-близък до арменския език и до индоиранските езици.

## История
Гръцкият език се говори на Балканския полуостров от началото на ІІ хил. пр. Хр. Най-ранните запазени писмени свидетелства за езика са глинени таблички с писмеността линеар Б, открити в Крит и датирани към ХV век пр. Хр. Те превръщат гръцкия в един от най-отдавна регистрираните езици, използвани и днес. Сред индоевропейските езици данни с такава възраст има само за изчезналите днес анатолийски езици.
Историята на гръцкия език обикновено се разделя на няколко обособени периода:
- Протогръцки език – хипотетичният последен общ предшественик на всички известни варианти на гръцкия, за който няма преки данни. Говорещите протогръцки вероятно се заселват в южните части на Балканите в началото на ІІ хил. пр. Хр.
- Микенски език – езикът на микенската цивилизация, известен от надписи с линеар Б, датирани от ХV век пр. Хр. насам.
- Старогръцки език – езикът на Древна Гърция през архаичната и класическата епоха, известен в множество диалекти. Широко разпространен в Римската империя, старогръцкият губи значението си в Западна Европа през Средновековието, но продължава да се използва във Източната Римска империя и получава ново разпространение в Западна Европа през Ренесанса.
- Койне (кини) – смесицата от различни диалекти въз основа на атическия, която през елинистичната епоха се превръща в лингва франка на Източното Средиземноморие и Близкия изток. Това е оригиналният език на християнския Нов завет.
- Средногръцки език – говоримият и официален език в Източната Римска империя. Ρωμαϊκή γλώσσα (ромайки глосса = римска глосса, т.е. „римски език“) или Ρωμαίικη = ромеики (ромейки), т.е. [езикът] на римляните. Възникнал въз основа на койне (кини) и въведен като официален език в края на VІ век при управлението на император Маврикий. Изключително популярният в Империята ромейки в значителна степен е повлиян морфологично и лексикално от латинския език и е говорен в продължение на около тринадесет века. Той обхваща широк кръг от диалекти и стилистични разновидности. Разговорните форми на ромейки дори и днес присъстват в много от елементите на новогръцкия език. От тези разговорни форми след XI век се обособяват диалекти на ромейки като понтийски гръцки и кападокийски гръцки.
- Новогръцки език – съвременният гръцки език, който започва формирането си след XV – XVI в.

Швайцер (E. Schwyzer) обособява следните периоди в развитието на гръцкия през следкласическия и средновековния период:
- Койне (елинистически гръцки) – края на IV в. пр. н.е. – средата на VI в. от н.е.
- Средногръцки – до 1453 г. (падането на Константинопол)
- Новогръцки

Други автори като Янарис (A. Jannaris) и Браунинг (R. Browning) правят много по-детайлна историческа периодизация на развитието на езика.
Традиционното състояние на диглосия, при което едновременно се използват разговорна и архаизирана форма, е характерно за гръцкия език още от византийския период, но е възобновено и в по-новата история. В началото на ХІХ век е създадена формата катаревуса („почистена“), която имитира класическия старогръцки в противовес на разговорния народен новогръцки – димотики. Катаревуса дълго време се използва за литературни, правни, административни и научни цели в новосъздадената самостоятелна гръцка държава. Проблемът с диглосията продължава до 1976 година, когато със закон, димотики става официалният език на Гърция.

## Фонология

### Гласни
Гръцкият език има 5 гласни:
|              | Предни | Задни |
| ------------ | ------ | ----- |
| Затворени    | i      | u     |
| Полуотворени | e̞      | o̞     |
| Отворени     | a      |       |

Често затворените гласни, когато се намират в последната сричка не се произнасят, особено ако се намират между беззвучни съгласни.

### Съгласни
В гръцкия има 29 съгласни. Броят на фонемите зависи от анализа и може да бъде сведен дори до 15 ако се приеме например, че звукът [b] всъщност представлява /mp/, което е и стандартното писмено представяне.
|                    | Двубърнени | Устнено-зъбни | Зъбно-венечни | Венечни | Небни | Заднонебни |
| ------------------ | ---------- | ------------- | ------------- | ------- | ----- | ---------- |
| Преградни          | p b        |               |               | t d     | c ɟ   | k g        |
| Носови             | m          | ɱ             |               | n       | ɲ     | ŋ          |
| Трептящи           |            |               |               | r       |       |            |
| Проходни           |            | f v           | θ ð           | s z     | ç ʝ   | x ɣ        |
| Преградно-проходни |            |               |               | ʦ ʣ     |       |            |
| Полугласни         |            |               |               |         | j     |            |
| Странични          |            |               |               | l       | ʎ     |            |

### Сандхи правила
/n/ преди двубърнени и заднонебни става съответно [m] и [ŋ]. Пише се <μ> (συμπάθεια, „симпатия“) и <γ> (συγκρητισμός, „синкретизъм“). Преди устнено-заднонебните проходни съгласни <φ> и <β> също се пише <μ>, но се произнася [ɱ] (συμφωνία, „симфония“).
Комбинацията <μπ> се произнася [mb] след гласни (но често и [b]), а навсякъде другаде [b]. При някои думи, особено в северните диалекти, може да се произнесе [mp].
След гласни комбинациите <γγ> и <γκ> се произнасят [ŋg] (или [ŋɟ] преди предните гласни /e/ и /i/), но често се редуцира до [g] (или [ɟ]) в ежедневната реч. <γκ> винаги се произнася [g] (или [ɟ]) в началото на думата, докато <γγ> никога не се пише на това място.
Буквосъчетанието <ντ> се произнася [nd] след гласни (но често и [d]), а навсякъде другаде – [d]. При някои думи, особено в северните диалекти, може да се произнесе [nt].
Звуците /k/ и /g/, преди предните гласни /e/ и /i/, се палатализират (онебня̀ват), ставайки [c] и [ɟ]. В някои диалекти и особено в критския те стават [ʨ] и [ʥ].

## Граматика
В гръцкия език има следните граматически категории:
- Род
- Число
- Време
- Падеж
  - именителен (изразява подлога в изречението)
  - винителен (изразява прякото допълнение)
  - родителен (изразява притежание)
  - звателен (използва се при обръщения)
- Залог
- Наклонение

и други.